# Wells Fargo Building (Filadelfia)
El Wells Fargo Building, originalmente Fidelity-Philadelphia Trust Company Building, es un rascacielos en Center City de la ciudad de Filadelfia, en el estado de Pensilvania (Estados Unidos). Diseñado en estilo Beaux-Arts por el estudio de arquitectura Simon & Simon, fue construido para Fidelity-Philadelphia Trust Co en 1928. El rascacielos de 29 pisos está incluido en el Registro Nacional de Lugares Históricos.
Fue considerado durante mucho tiempo como un espacio de oficinas de primer nivel, pero en la década de 1980, los inquilinos se estaban yendo a edificios más nuevos en el vecindario de West Market Street. Desde entonces, un extenso trabajo de rehabilitación ha atraído a nuevos inquilinos. Su inquilino más grande siempre ha sido Fidelity-Philadelphia Trust Company o sus empresas sucesoras, hoy Wells Fargo.
El rascacielos de 123 m de piedra caliza y granito presenta retranqueos que le dan al edificio una forma de H sobre el quinto piso. Las decoraciones incluyen esculturas de los hermanos Piccirilli y 13 935 m² de mármol. Siete medallones, que representan principalmente las primeras monedas estadounidenses, decoran la fachada a nivel de la calle. Figuras en bajorrelieve decoran las enjutas sobre las puertas de bronce del edificio, que a su vez están decoradas con paneles en alto relieve que representan la historia del comercio y la civilización.

## Historia
A finales de la década de 1920, se construyeron numerosos rascacielos en el centro de la ciudad de Filadelfia. Entre las empresas que encargaron nuevos rascacielos se encontraba Fidelity-Philadelphia Trust Company, resultado de la fusión de 1926 entre Fidelity Trust Company y Philadelphia Trust Company. Antes de la fusión, en 1925, se contactó con los arquitectos Edward P. Simon y Grant M. Simon de la firma Simon and Simon para diseñar un nuevo edificio. Los diseños se completaron a fines de 1926 y en enero de 1927 se contrató al contratista general Irwin & Leighton para construir el edificio Fidelity-Philadelphia Trust Company. El sitio del edificio a lo largo de Broad Street fue anteriormente la ubicación del Teatro Forrest y la "Mansión Amarilla" (también conocida como la Casa Dundas Lippincott).
La construcción comenzó en 1927 y el edificio se inauguró el 1 de junio de 1928. El edificio se convirtió en un espacio de oficinas de primer nivel en el centro de la ciudad, sirviendo como el hogar de los principales bufetes de abogados entre otros inquilinos. En 1953, se construyeron galpones de acero y hormigón en la parte trasera del edificio para albergar equipos de aire acondicionado.
En julio de 1982, la empresa matriz de Fidelity Bank, Fidelcor, puso a la venta Fidelity Building Corp., una subsidiaria propietaria de The Fidelity Building y del vecino Witherspoon Building. En diciembre de ese año, Fidelcor anunció que la Fundación Al-Tajir, una empresa de inversión inmobiliaria propiedad de Mahdi Al Tajir, había acordado comprar Fidelity Building Corp por 63,5 millones de dólares.
Durante el auge de los edificios de oficinas de fines de la década de 1980 en el área de West Market Street de Center City, las empresas dejaron el Fidelity Building por un espacio de oficinas más nuevo. Como resultado, los propietarios del edificio solicitaron la protección por bancarrota del Capítulo 11 en 1992. Ese mismo año, First Fidelity Bankcorp, una compañía formada en la fusión de 1988 de los propietarios originales del edificio y First Fidelity Corporation de Newark, Nueva Jersey, compró Fidelity Building Corporation.
First Union Corporation tomó el control del edificio en 1995 cuando compró Fidelity Bankcorp. Poco después de hacerse cargo, First Union gastó millones de dólares renovando la fachada y los interiores y modernizando los sistemas mecánicos. En 2000, First Fidelity Building Corporation, una empresa controlada por First Union, puso a la venta Fidelity Building. Más tarde ese año, Nicholas Schorsch, del American Financial Resource Group, y un grupo de inversores compraron el edificio por unos 110 millones de dólares. En 2006, 23,8 m² de los pisos inferiores del edificio se vendió a Resnick Development Corporation, una subsidiaria de Jack Resnick & Sons Incorporated. En abril de 2008, American Financial Realty Trust vendió el resto del edificio a SSH Real Estate y Young Capital por 57,7 millones de dólares.

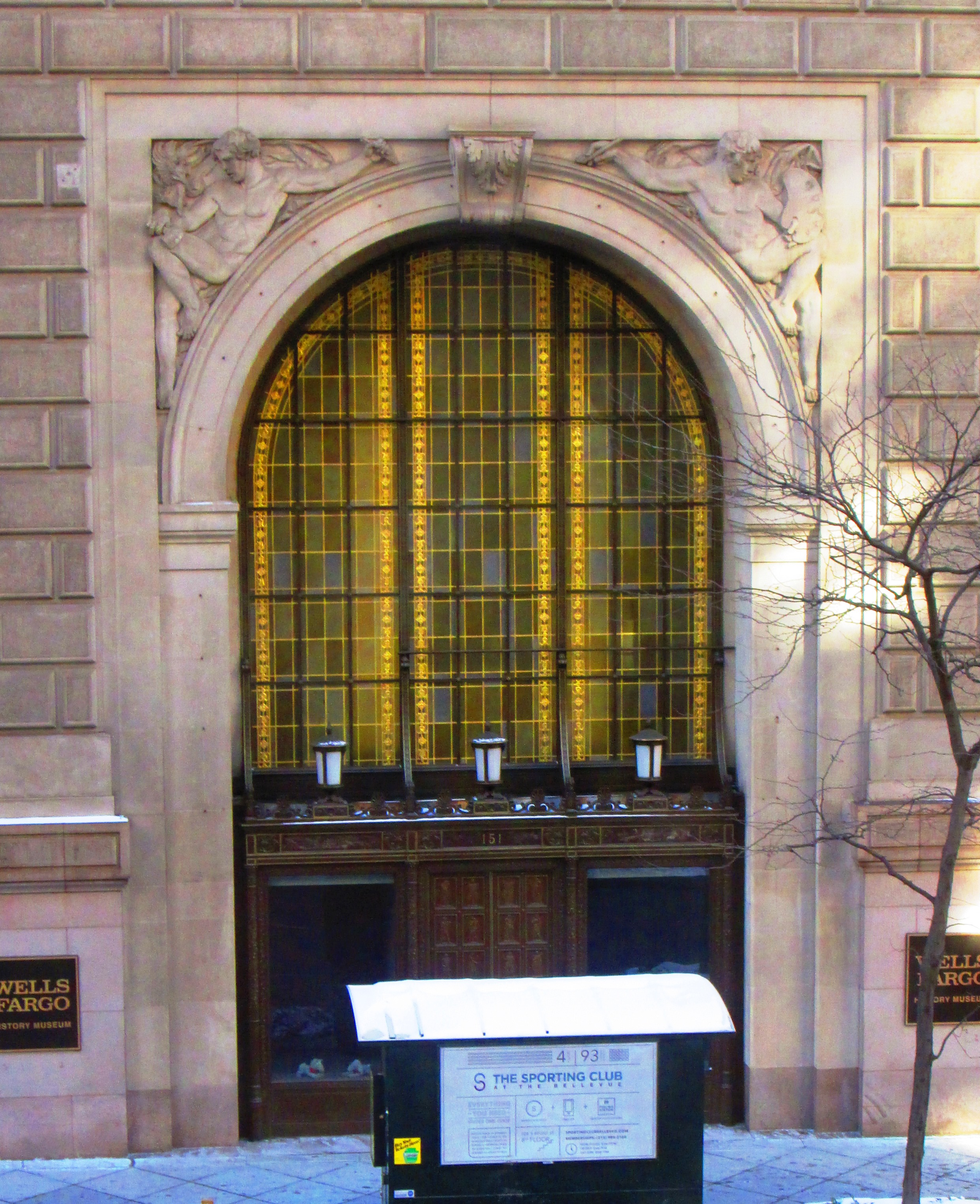
Entrada sur del edificio (2014)

A principios de la década de 2000, el edificio se conoció como el Edificio Wachovia. Wachovia se convirtió en el inquilino más grande del edificio después de fusionarse con First Union Corporation a principios de la década. En 2006, Wachovia renegoció su contrato de arrendamiento, que estaba previsto que expirara en 2010. Después de explorar otros posibles nuevos espacios de oficinas en el centro de la ciudad, Wachovia hizo un trato para quedarse en el edificio Wachovia junto con el edificio vecino Witherspoon, el cercano One South Broad y el edificio Widener hasta la década de 2020. El edificio se hizo conocido como Wells Fargo Building después de que Wells Fargo, que compró Wachovia en 2008, cambiara el nombre de los bancos del área de Wachovia en abril de 2011. Wells Fargo comercializó el cambio al tener una diligencia que transportaba al alcalde de Filadelfia Michael Nutter y a otros desde el Ayuntamiento de Filadelfia hasta el edificio Wells Fargo.

## Arquitectura
El edificio de 29 pisos y 123 m de altura está ubicado en la Avenue of the Arts en Center City, Filadelfia. El edificio da a Broad Street al oeste, Walnut Street al sur y Sansom Street al norte. Al este del edificio se encuentra el edificio Witherspoon de 11 pisos, construido en 1896. Propiedad de los mismos propietarios, los dos edificios están conectados entre sí. Con 82 869 m² de superficie, la huella del edificio Wells Fargo mide 67,22 m por 53,48 m. Construido en estilo Beaux-Arts, el muro cortina de ladrillo del edificio está hecho de sillar de piedra caliza en los pisos superior e inferior y granito rústico en el segundo y tercer piso.
Horizontalmente, el edificio se divide en tres partes. Los dos primeros pisos y un entrepiso forman la base del edificio. Los siguientes dieciocho pisos forman el eje y el centro del edificio. Las características distintivas del centro son dos retrocesos de 16,8 m en los lados este y oeste del edificio. Comenzando por encima del cuarto piso, los huecos le dan al edificio una forma de H. La parte superior del rascacielos se distingue de los pisos inferiores por tres pequeños retranqueos.

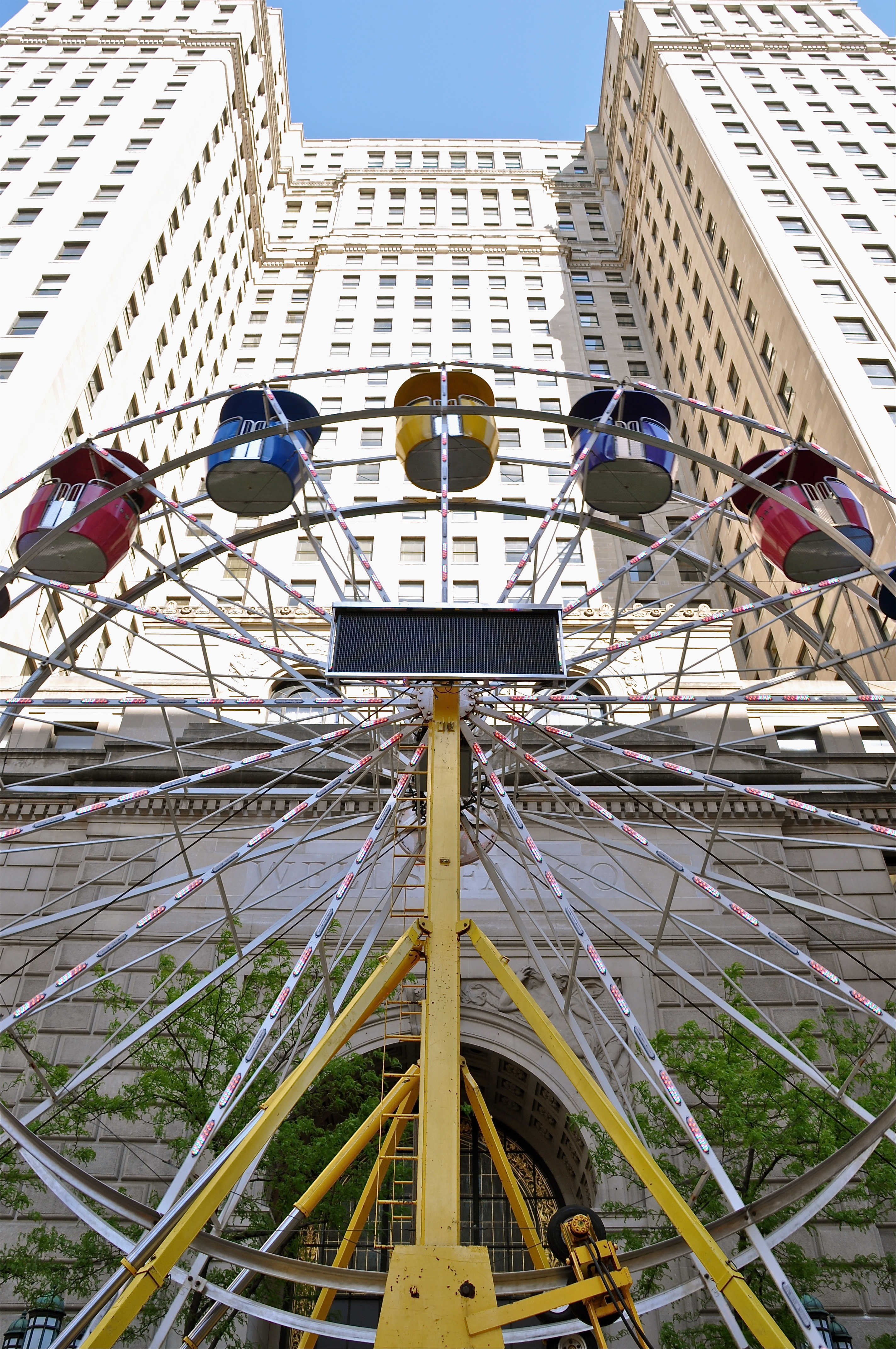
El edificio durante el Festival Internacional de las Artes de Filadelfia 2011

A nivel de la calle, tres entradas arqueadas bordean Broad Street. El arco central es un poco más grande que los demás para indicar la entrada al vestíbulo principal del banco. Tallado en la fachada sobre el arco central está el nombre del edificio. Dentro de los arcos y sobre las puertas hay ventanas diseñadas por d'Ascenzo Studios. Los cristales emplomados de varios tonos de ámbar están rodeados por un borde de estilo renacentista. Debajo de las ventanas hay puertas de bronce, cada una con 24 paneles en alto relieve que representan la historia del comercio y la civilización. Figuras en bajorrelieve decoran cada una de las enjutas de los arcos. Una figura masculina con un martillo que representa la industria y una figura femenina con una colmena que representa el ahorro decoran el arco central. El arco más cercano a la calle Sansom está decorado con dos figuras con cornucopias para representar la abundancia. El arco más cercano a Walnut Street está decorado por un pintor y un escultor para representar el arte.
Junto a los dos arcos más pequeños hay medallones tallados, uno flanqueando cada enjuta. Los medallones más cercanos a Sansom Street representan las primeras monedas estadounidenses, una moneda Pine Tree de Massachusetts y una moneda Grandi Copper de Connecticut. Los medallones más cercanos al lado de Walnut Street representan la primera moneda estadounidense emitida por el Congreso y el Eye Coin de Vermont. Dos medallones en el lado de Walnut Street representan ambos lados de la Medalla Lafayette. Solo un medallón decora el lado de Samson Street, que representa otra moneda antigua de Vermont.
Los interiores del edificio Wells Fargo incluyen un pasillo bancario de 2½ pisos con seis vigas de acero de 58 toneladas que sostienen la estructura del rascacielos. Las vigas eran las más grandes del este de los Estados Unidos en el momento de la construcción. Entre los 13 935,5 m² de mármol dentro del edificio Wells Fargo es el mármol terrazo de color crema utilizado en todo el vestíbulo bancario. En la parte trasera de la sala hay una escultura de mármol de los hermanos Piccirilli. La estatua representa representaciones masculinas y femeninas semidesnudas del día y la noche uniendo las manos debajo de un reloj para simbolizar la eternidad.
Sobre la estatua y enmarcada por pilastras de mármol hay una ventana que representa escenas de la historia de Filadelfia. En el tímpano de la ventana hay una representación del Salón de la Independencia. Debajo hay imágenes que muestran el tratado de William Penn con los indios, el discurso de despedida de George Washington al Congreso, la proclamación de la Declaración de Independencia, la Convención de Filadelfia, la redacción de la Declaración de Independencia, la imprenta de Benjamin Franklin, Betsy Ross exhibiendo la bandera de Estados Unidos y el paseo de Caesar Rodney desde Delaware. El borde de la ventana contiene retratos de bustos de personajes notables de la era de la Revolución de las Trece Colonias: John Bartram, George Clymer, Robert Morris, David Rittenhouse, Benjamin Rush y James Wilson.
El edificio Wells Fargo se agregó al Registro Nacional de Lugares Históricos el 27 de noviembre de 1978. El rascacielos se incluyó en la lista porque era un excelente ejemplo de arquitectura comercial Beaux-Arts y porque se erige "como un glosario del diseño de rascacielos moderno, sintetizando las características principales de tres fases del desarrollo de rascacielos que se remontan a la década de 1880". Las características del edificio son su sistema tripartito de base, fuste y capitel, el tratamiento del rascacielos como torre y el uso de retrocesos.

## Inquilinos
Al alquilar el 30 por ciento del edificio, Wells Fargo es el inquilino más grande del rascacielos. El segundo inquilino más grande fue el bufete de abogados Montgomery, McCracken, Walker & Rhoads, que ocupa aproximadamente 10 033,5 m² en los cinco pisos y medio superiores; la empresa firmó un contrato de arrendamiento por 15 años en 1995. Otros inquilinos incluyen Domus Inc., que ocupa 1114,8 m². Domus Inc. se mudó al edificio Wells Fargo en 2000 después de que su espacio en el Bellevue-Stratford Hotel se quedara pequeño.
Los inquilinos anteriores incluyen los bufetes de abogados Morgan Lewis & Bockius y Pepper Hamilton & Sheetz y las oficinas de Westmoreland Coal Company. Un club de comidas privado solía funcionar en la parte superior del edificio. Denominado Midday Club, se pretendía "proporcionar en el corazón del distrito financiero, alejado del ruido y la actividad de la calle, un lugar donde los empresarios puedan cenar en un ambiente de descanso con sus socios comerciales". El Midday Club abrió en 1929 y cerró en 1978.

## Museo
El vestíbulo tiene una sucursal del Museo de Historia de Wells Fargo; sus exhibiciones incluyen una diligencia, equipo de telégrafo, ropa histórica y moneda.

## En cultura popular
- En 1983, el edificio Wells Fargo apareció en la película Trading Places, protagonizada por Dan Aykroyd y Eddie Murphy.[3]